# Жебровский, Станислав Михайлович
Станислав Михайлович Жебровский (род. 25 февраля 1942, Канск, Красноярский край, РСФСР, СССР) — советский и российский политический деятель, один из основателей ЛДПР, депутат Государственной Думы ФС РФ первого созыва (1993—1995) и второго созыва (1995—1999), заместитель председателя фракции «Либерально-демократическая партия России (ЛДПР)» в Государственной думе I и II созыва, заместитель председателя ЛДПР, член Высшего совета ЛДПР.

## Биография
В 1965 году получил высшее образование на физическом факультете Московского государственного университета имени М. В. Ломоносова. С 1966 по 1970 год работал в африканском нефтяном и текстильном центре в Алжире преподавателем физики. С 1976 по 1982 год работал издательстве «Советская Энциклопедия» научным редактором.
С 1982 по 1992 год работал в издательстве «Мир» заместителем заведующего редакцией астрономии, с 1983 года был знаком по совместной работе в издательстве «Мир» с В. В. Жириновским.
В 1989 году был одним из основателей будущей ЛДПР, участвовал в первое собрание инициативной группы по созданию Либерально-демократической партии Советского Союза. Был заместителем председателя, членом Высшего совета ЛДПР. В 1992 году работал в акционерном обществе «Эксодин» в должности президента.
В 1993 году избран депутатом Государственной думы Федерального Собрания Российской Федерации первого созыва по спискам ЛДПР. В Государственной думе был членом комитета по собственности, приватизации и хозяйственной деятельности, заместителем председателя фракции «Либерально-демократическая партия России (ЛДПР)», входил во фракцию ЛДПР.
В 1995 году избран депутатом Государственной думы Федерального Собрания Российской Федерации второго созыва по спискам ЛДПР. В Государственной думе был членом комитета по вопросам геополитики, заместителем председателя фракции «Либерально-демократическая партия России (ЛДПР)», входил во фракцию ЛДПР.
В 1999 году избран депутатом Государственной думы Федерального Собрания Российской Федерации третьего созыва от избирательного объединения «Блок Жириновского». От депутатского мандата отказался, постановлением ЦИК мандат Жебровского был передан Егиазаряну Ашоту Геворковичу.